# 亚克里
亚克里是巴西圣保罗州的一个市镇。总面积324.029平方公里，总人口6605人，人口密度20.4人/平方公里。